# 조상숭배

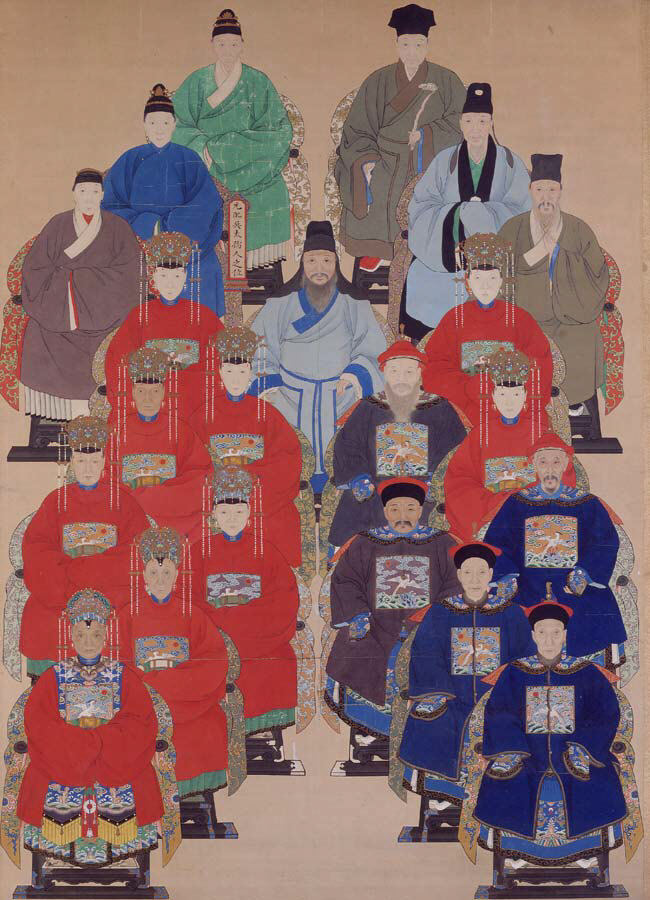

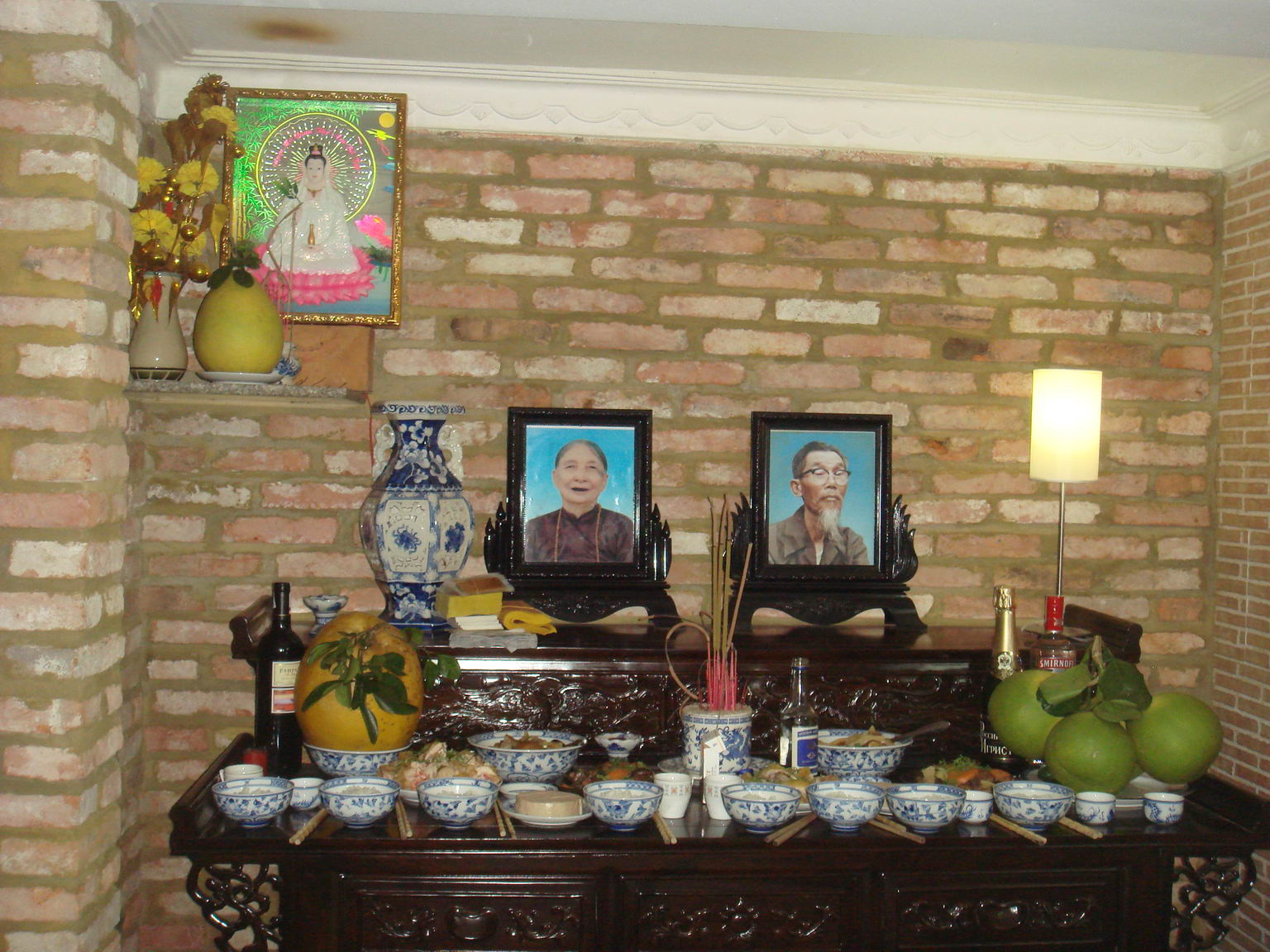

조상 숭배(祖上崇拜, 영어: veneration of the dead, ancestor worship)란 죽은 조상이 살아 있는 사람의 생활에 영향을 주고 있다, 혹은 줄 수 있다는 믿음에 근거한 종교 체계이다.

## 개요
대부분의 문화에서 조상 숭배는 신에 대한 종교와 같은 형태로 나타나지는 않는다. 사람이 사원에서 신을 숭배할 때는 어떤 강력한 영에 의한 기원을 의미한다. 로마 가톨릭교회나 동방 정교회 등의 기독교에서는 신앙이 깊은 선지자를 “성”(saint)이라는 호칭으로 존경하는 관습이 있으며, 미국의 인디언이나, 동양 문화, 베트남, 중국, 일본(오키나와), 한국 등에서 볼 수 있다. 일반적으로 조상 숭배의 목적은 어떤 것에 대한 기원이며, 어떤 사람들은 조상이 실제로 뭔가를 해줄 수 있다고 믿기도 한다.

## 아프리카
사하라 지역의 아프리카에서는 조상 숭배는 널리 퍼진 의식이며, 많은 종교를 기반으로 예배를 한다. 조상 숭배가 우월적인 존재에 대한 절대적인 믿음이 되기도 한다.

## 고대 이집트
고대 이집트의 피라미드는 죽은 자에게 봉헌된 가장 유명한 역사적 건축물이다. 이집트의 종교는 사후 영의 부활을 믿고 있으며, 그리하여 미이라와 초상화가 성행하였다.

## 같이 보기
- 애니미즘
- 제사
- 지전